# Christian Mathenia
Christian Mathenia (31 de marzo de 1992) es un futbolista alemán que juega como portero en el 1. F. C. Núremberg de la 2. Bundesliga de Alemania.

## Trayectoria
Mathenia fichó por el SV Darmstadt 98 en 2014 procedente 1. FSV Maguncia 05 II libre. Hizo su debut en la Bundesliga el 3 de agosto de 2014 contra el SV Sandhausen en una victoria por 1-0 en casa. Se convirtió en el portero titular para la temporada restante, estando presente en todos los 34 partidos de la liga y en la copa.
Mathenia se unió al Hamburgo S.V. en 2016 procedente del SV Darmstadt 98.

## Clubes
| Club                  | País     | Año             |
| --------------------- | -------- | --------------- |
| 1. FSV Maguncia 05 II | Alemania | 2011-2014       |
| SV Darmstadt 98       | Alemania | 2014-2016       |
| Hamburgo S. V.        | Alemania | 2016-2018       |
| 1. F. C. Núremberg    | Alemania | 2018-actualidad |